# Nanny Still

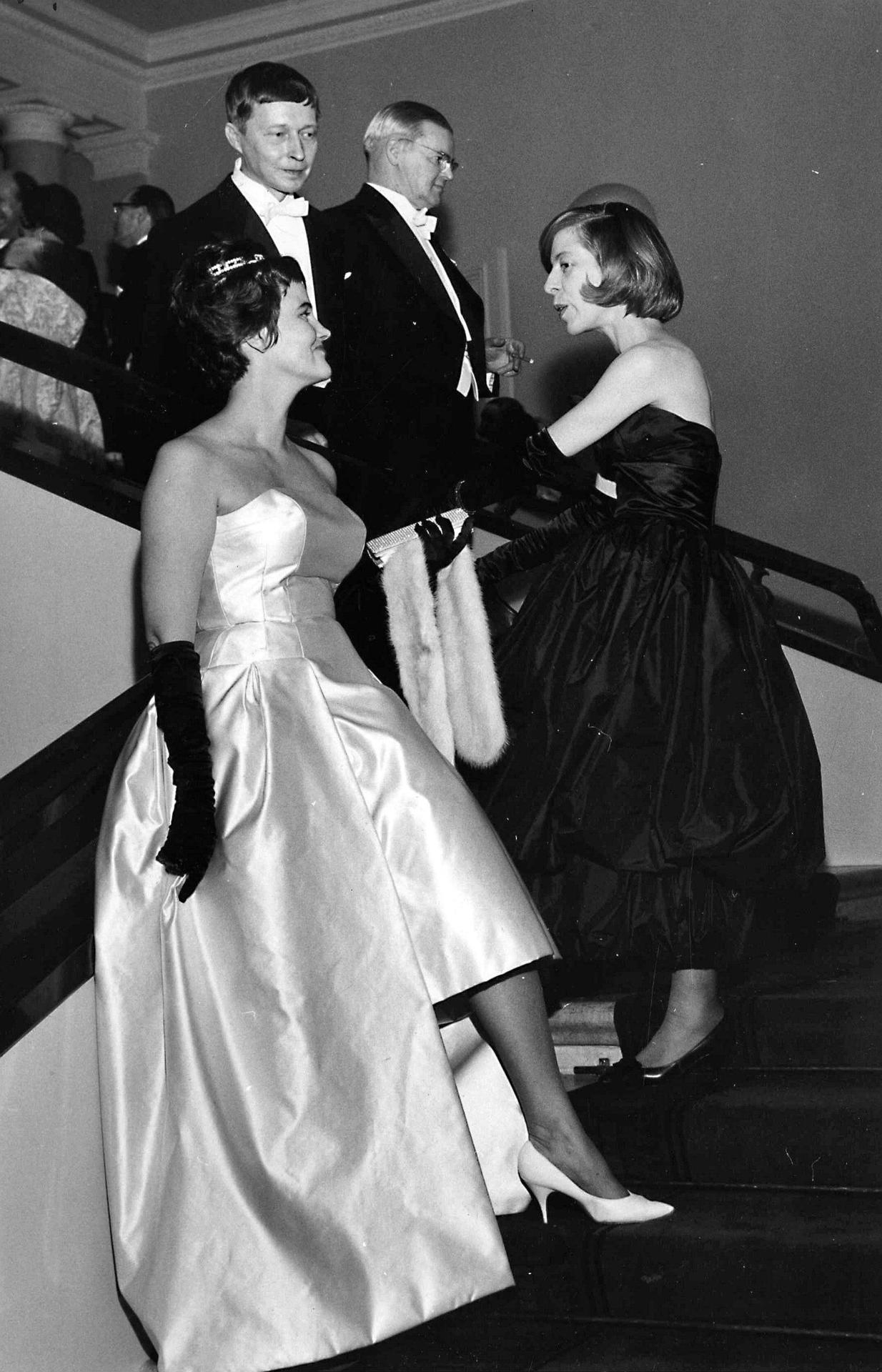
Nanny Still med Maggi och Birger Kaipiainen på självständighetsdagen 1960.

Nanny Elisabet Still-McKinney, född 31 juli 1926 i Helsingfors, död 7 maj 2009 i Bryssel, var en finländsk formgivare.
Hon genomgick Konstindustriella läroverket 1945–1949 och bedrev senare i flera repriser studier utomlands. Hon var från 1959 bosatt i Bryssel. Sin yrkesbana som formgivare började hon vid Riihimäki glasbruk. Hon väckte redan på 1950-talet uppmärksamhet med glas i nya färger och en livligare form än vad som var vanligt i tidens asketiska modernism. Hon formgav bruksföremål både i glas, metall och trä för företag i Finland och utomlands och komponerade smycken. På 1990-talet började hon göra fria glasskulpturer, ofta förverkligade i pâte de verre-teknik.
År 2001 ägnades hon en stor delvis retrospektiv utställning i Amos Andersons konstmuseum i Helsingfors. Hon tilldelades Pro Finlandia-medaljen 1972.
Still finns representerad i Museum of Modern Arts samlingar.